# Підляська осінь
Фестиваль української культури на Підляшші «Підляська осінь» (підл. Пудляська осень, пол. Podlaska Jesień) — фестиваль української культури, який щороку восени проводиться на Підляшші Союзом українців Підляшшя. Відбувається за підтримки Міністра внутрішніх справ і адміністрації Польщі, Міністерства закордонних справ України та місцевої адміністрації. Фестиваль за свою історію проходив у Більську, Гайнівці, Сім'ятичах, Білостоці, Черемсі та інших місцевостях Підляшшя. У рамках фестивалю відбуваються концерти, літературні зустрічі, виставки, театральні вистави, презентації книжок, ярмарок народних умільців. На фестивалі виступають українські колективи з Підляшшя, інших регіонів Польщі, України, Росії, Білорусі, Румунії, Литви та Словаччини.

## Історія
Попередником «Підляської осені» був перший фестиваль української культури на Підляшші «Музичні діалоги над Бугом» («Мельник '91»), який був проведений Підляським відділом Об'єднання українців у Польщі за підтримки управи гміни Мельника з 30 серпня по 1 вересня 1991 року в Мельнику. У заході взяли участь колективи підляського автентичного фольклору та ансамблі з України, відбувся показ мультфільмів «Як козаки…» режисера Володимира Дахна.
Наступного 29-30 серпня 1992 року в Мельнику пройшов II Фестиваль української культури на Підляшші «Мельник'92», який провів новостворений Союз українців Підляшшя. У заході взяли участь підляські фольклорні колективи з Райська, Орішкова, Мельника, Черемухи, Вільки Терехівської, Городника, естрадний ансамбль «Remix» (Більськ), а також гості з України: «Чумацький шлях» (Луцьк), «Кіоск» (Рівне), «Намисто» (Здолбунів), «Джерельце» (Рожище), «Полісяни» (Костопіль), Марія Вислоцька-Федосюк (Луцьк), бандурист О. Лісовал (Київ), Андрій Панчишин (Львів).
У 1993 році місце проведення фестивалю змінене з Мельника на Більськ й він вперше проведений восени 30-31 жовтня 1993 року під назвою III Фестиваль української культури на Підляшші «Пудляська осень '93». Участь у заході взяло близько 20 колективів з Підляшшя, України, Перемишля та Гурова-Ілавецького. Серед місцевих підляських колективів були: «Орішки» (Орішково), колектив з Вільки Терехівської, «Любашки» (Добривода), «Красуні» (Красне Село), «Ремікс» (Більськ). Серед гостей були: «Dies Irae» (Перемишль), «Повія» (Гуров-Ілавецький), «Барви» (Здолбунів). Фестиваль відвідали також посол України в Польщі Геннадій Удовенко та секретар українського посольства Володимир Яценківський та представники місцевої влади.

### 1995
IV Фестиваль української культури на Підляшші «Пудляська осень '95» пройшов 24-25 листопада 1995 року в Більську і Білостоці. У заходах взяли участь місцеві колективи: «Берізки» (Кнориди), «Красуні» (Красне Село), «Мельничанки» (Мельник), «Орішки» (Орішково), «Родина» (Дуб'яжин), солістка Ніна Токаюк (Микуличі). Серед запрошених гостей з України були: «Перевесло» (Кузнецовськ) та солістка Ольга Власова (Нова Каховка). З Берестейщини (Білорусь) приїхали: хор ім. Дмитра Фальківського (Залісся), хор «Голоси Полісся» (Бересть), Володимир Чарасюк (Малорита), тріо з Кобриня. Проведено виставку робіт місцевого майстра різьблення на дереві Володимира Наум'юка. Захід відвідали український дипломат Всеволод Ткаченко, депутати сейму Польщі Мирослав Чех та Сергій Плева, представник Волинської ОДА Микола Онофрійчук, голова Об'єднання українців у Польщі Юрій Рейт, голова «Просвіти Берестейщини» Олег Пархач, радник українського посольства Теодозій Старак, представники місцевої влади та інші.

### 1996
V Фестиваль української культури на Підляшші «Пудляська осень '96» пройшов 22-24 листопада 1996 року в Більську, Білостоці, Чижах, Шостакові, Міклашах, Кноридах та в Чорній Великій. Відбулися музичні концерти, виставки робіт художньої діяльності та поштових марок, показ українських мультфільмів. Захід відвідали колективи з Польщі: «Родина» (Дуб'яжин), «Красуні» (Красне Село), «Любашки» (Добриводи), колектив з Райська, «Ранок» (Більськ), група з Вільки Терехівської, «Берізки» (Кнориди), «Черемшина» (Черемуха), «Черемош-2» (Венґожево), «Сянічок» (Сянік), «Га-Га-малія» (Гданськ). З України були: «Чорні черешні» (Рівне), «Дивоцвіт», «Вербиченька», «Кінг-Сайз» (Рівне), гард-рок гурт з Луцька, «Братове» (Нововолинськ), танцювальна пара Ірина Запорожець та Іван Мельничук. Захід відвідали посол до сейму Сергій Плева, офіційні представники польської влади та місцевих громад, гості з України.

### 1997
VI Фестиваль української культури на Підляшші «Пудляська осень '97» пройшов 15-16 листопада 1997 року в Більську, Черемсі, Тривежі, Слохах-Аннопольських, Чорній Великій, Клениках, Мощоні Королівській. Протягом фестивалю пройшли музичні виступи, фотовиставка, виставка робіт художньої діяльності, театр ляльок. З місцевих підляських колективів були представлені: «Ранок» (Більськ), «Красуні» (Красне Село), «Кривчанки» (Кривець), гурти з Черемхи-Села, Вільки Терехівської, Кнорид, Дуб'яжина, Дашів. Участь у заході взяли ансамблі з України: «Полісянка», народний оркестр «Наспів» (Рівне), «Волинські узори» (Луцьк), «Горина» (Рівне), «Chant Moulin» (Рівне), дует «Братове» (Нововолинськ), солісти Валерій Маренич (Луцьк) і Галина Овсійчук (Рівне). Фестиваль відвідав радник українського посольства Теодозій Старак.

### 1998
VII Фестиваль української культури на Підляшші «Пудляська осень '98» пройшов 13-15 листопада 1998 року в Більську, Білостоці, Сім'ятичах, Черемусі, Слохах Аннопольських та Чижах. Виступили підляські гурти: «Черемшина» (Черемуха), «Ранок», ансамблі з Дуб'яжина, Дашів, Красного Села та Кнорид. Були також гурти з України: «Срібна терція» (Рівне), «Живограй» (Рівне), театр «Диво» (Рівне), «Полісяночка», тріо «Срібна Терція» та «Дорні Черешні». Крім того, у заходах взяли участь: лемківський ансамбль «Серенча» (Горлиці, Польща), «Журавлі» (Польща), «Рух» (Гурово-Ілавецьке, Польща), хор «Карпати» (Кошиці, Словаччина), дитячий колектив «Веселка» (Вільнюс, Литва), хор «Магдаліна» (Кобринь, Білорусь). Серед гостей фестивалю був секретар українського посольства Ігор Цепенда та віце-бургомістр міста Більська Іван Киризюк.

### 1999
VIII Фестиваль української культури на Підляшші «Пудляська осінь '99» пройшов 6-7 листопада 1999 року в Більську. Участь у заходах взяли гурти з Польщі: «Берізки» (Кнориди), «Красуні» (Красне Село), «Родина» (Дуб'яжин), «Ранок» (Більськ), «Черемшина» (Черемуха), «Горпина» (Ольштин), «Зоря» (Дзежґонь). З України на фестиваль приїхали гурти: «Горина» (Рівне), «Карпати» (Івано-Франківськ), «Ясени» (Ірпінь), «Живограй», «Chante Moulen» (Рівне), театр «Диво» (Рівне), «Рідна пісня» (Київ), бандуристка Оксана Крук, оперна співачка Наталія Фарина, кобзар і бард Едуард Драч.

### 2000
IX Фестиваль української культури на Підляшші «Підляська осінь '2000» пройшов 3-5 листопада 2000 року в Більську, Білостоці та Кліщелях. Пройшли фольклорні та молодіжні концерти, літературно-науковий симпозіум, театральні вистави. У фестивалі взяло участь понад 250 виконавців з Підляшшя, Польщі, Білорусі та України, зокрема: «Ранок» (Більськ), «Родина» (Дуб'яжин), «Гілочка» (Черемуха), «Калина» (Даші), «Берізки» (Кнориди), «Мельничанки» (Мельник), тріо з Вільки Терехівської, «Закалінкі» (Південне Підляшшя), «Думка» (Гурово-Ілавецьке), «Горпина» (Ольштин), «Горина» (Рівне), «Chant Moulin» (Рівне), «Ot Vinta!» (Рівне), «Сузір'я» (Ірпінь), бард Василь Жданкін, бандуристка та солістка Інна Кириченко (Житомир), Волинський обласний академічний музично-драматичний театр імені Тараса Шевченка (Луцьк), театр «Диво» (Рівне), «Ятрань» (Мінськ). Захід відвідав радник українського посольства Борис Захарчук.

### 2001
X Фестиваль української культури на Підляшші «Підляська осінь 2001» пройшов 2001 року в Більську і Білостоці. Захід відвідав гурт з України «Ot Vinta!» (Рівне).

### 2002
ХІ Фестиваль української культури на Підляшші «Підляська осінь 2002» відбувся з 11 по 13 жовтня 2002 року в Білостоці, Більську, Кліщелях, Гайнівці та Нарві. Заходи відвідали колективи з Польщі: «Лісова поляна» (Більськ), «Ранок», «Гілочка» (Черемуха), «Тирса» (Кліщелі), «ДЦ» (Дубичі Церковні), «Яр» (Більськ), «Перерва» (Гурово-Ілавецьке), «Вітрогон» (Білий Бір); та України: «Чорні черешні» (Рівне), «Гайдамаки» (Київ), «Косарі» (Рівне), «Підгірянка», Рівненський обласний академічний український музично-драматичний театр, «Чорні Черешні» (Рівне), «Ягілка» (Львів), «Волинські дзвони» (Луцьк).

### 2003
XII Фестиваль української культури на Підляшші «Підляська осінь 2003» пройшов 7-9 листопада 2003 року в Більську, Білостоці, Гайнівці та Черемусі. Виступили ансамблі «Севен» (Більськ), «Родина» (Дуб'яжин), «Калина» (Даші), «Ранок» (Більськ), «Струмок» (Дубичі Церковні), «Гілочка» (Черемуха), «Тирса» (Кліщелі), «Хутір» (Гданськ), «Древутня» (Люблин), «Ot Vinta!» (Рівне), «Горина» (Рівне), «Криниченька» (Рівне), «Пернач» (Запоріжжя), Рівненський академічний обласний театр ляльок, поети Володимир Барна та Олександр Смик. Відбулася виставка робіт різьбяра Михайла Маркевича (Добриводи). Перед фестивалем Підляшшя відвідав генеральний консул України в Любліні Іван Грицак.

### 2004
XIII Фестиваль української культури на Підляшші «Підляська осінь 2004» пройшов 5-7 листопада 2004 року у Більську, Білостоці, Черемусі й Сім'ятичах. Крім музичних концертів, відбулася також театральні вистави. З підляських і польських гуртів виступили: «Ранок» (Більськ), «Родина» (Дуб'яжин), «Лісова поляна» (Більськ), фольклорний колектив з Мельника, тріо ансамблю «Ранок» (Ольга Рижик, Іоанна Шеретуха і Катерина Дмитрук), солістки Наталія Токаюк і Едита Сухар (Орля), Евелина Козачук (Більськ), народні дуети з села Кошки (Анна Мойсік і Юлія Фіонік) і Мельника (Людмила Вишенко і Єлизавета Будка), дует Ольга Рижик і Єва Корицька (Більськ), «Беркут» (Ольштин). З України були: «Володар» (Київ), «Благовіст» (Рівне), естрадний гурт «Країна У» (Рівне), «Любисток» (Енергодар), тріо бандуристок з Києва, «Вербонька» (Зоря), оркестр народних інструментів «Джерела», «Терен» (Гоща), солістки Маріяна Мотовило і Тетяна Гай (Рівне). Фестиваль відвідав генеральний консул України в Любліні Іван Грицак.

### 2005
XIV Фестиваль української культури на Підляшші «Підляська осінь» пройшов 5-6 листопада 2005 року в Більську і Білостоці. Виступили гурти з Польщі: «Ранок» (Більськ), «Гілочка» (Черемуха), «Родина» (Дуб'яжин), «Струмок» (Дубичі Церковні), «Зоряночка» (Нарва), «Беркут» (Ольштин) та інші. У фестивалі взяли участь гурти з України: «Горина» (Рівне), «Ot Vinta!» (Рівне), «Дикий мед» (Рівне) та інші. Крім того, на заходи приїхали хор українського ліцею ім. Тараса Шевченка з міста Сигіт (Румунія) та ансамбль «Світлиця» (Литва). Фестиваль відвідали генеральний консул України в Любліні Іван Грицак, голова Об'єднання українців у Польщі Мирон Кертичак, представники управи міста Більська на чолі з бургомістром Євгеном Березовцем, голова міської ради Більська Підляського — Петро Кондратюк, війт гміни Більськ Підляський Євгенія Осташевич, заступник більського повітового старости Петро Божко, представники Міністерства внутрішніх справ і адміністрації, Маршалковського управління Підляського воєводства, Воєводського осередку анімації культури та багато інших.

### 2006
XV Фестиваль української культури на Підляшші «Підляська осінь 2006» пройшов 3-5 листопада 2006 року у Більську, Білостоці, Сім'ятичах, Гайнівці, Дубні, Черемусі та Орлі. Фестиваль відвідало декілька тисяч глядачів та близько 400 виконавців, з них до 200 — з України. Седед ансаблів з Польщі: жіночі фольклорні колективи з Вільки Терехівської, Черемухи-села та Мощони Королівської, «Родина» (Дуб'яжин), «Ранок» (Більськ), «Гілочка» (Черемуха), «Струмок» (Дубичі Церковні), «Мікстура» (Кліщелі), «Симпатичний варіант», «Лісова поляна» (Більськ), «Горпина» (Ольштин), Роксана Вишковська та Йосип Карп'юк. З України приїхали: ансамбль пісні і танцю «Родослав» (Житомир), ансамбль «Диво», хор «Ренесанс» (Київ), «Яворина» (Золотий Потік), «Краяни» (Рівне), «Джаїра» (Рівне), «Ot Vinta!» (Рівне), «FliT» (Івано-Франківськ). Крім того, заходи відвідав кубанський козацький ансамбль пісні і танцю з Краснодару (Росія).

### 2007
XVI Фестиваль української культури на Підляшші «Підляська осінь» пройшов 24-27 листопада 2007 року в Більську і Білостоці.

### 2008
XVII Фестиваль української культури на Підляшші «Підляська осінь» пройшов 17-19 жовтня 2008 року в Більську, Білостоці, Черемсі, Гайнівці, Сім'ятичах і Загорові. У заходах взяли участь: «Гілочка» (Черемуха), «Беркут» (Ольштин), «Na swojską melodię», «Dobrzynianki» (Добринь-Малий), «Журавлина», бандурист Віталій Мороз (Луцьк), «Перкалаба» (Івано-Франківськ), «Витівки» (Київ), «Заграва» (Кузнецовськ), «Древляни» (Рівне), «Калинонька» (Куковичі), солісти Максим Опанащук і Галина Швидків (Рівне), бард Микола Тимчак, «Світлиця» (Вільнюс, Литва).

### 2009
XVIII Фестиваль української культури на Підляшші «Підляська осінь» пройшов 5-8 листопада 2009 року в Більську, Білостоці, Черемсі, Гайнівці, Сім'ятичах, Загорові, Мощоні-Королівській, Матяшівці. Відбулися фольклорні та молодіжні концерти, театральні вистави, виставки робіт народної творчості. Виступили: «Ранок» (Більськ), «Гілочка» (Черемуха), «Джерело» (Білосток), «Вервочки» (Орля), «Слов'яночка» (Рівне), «Ясени» (Корець), хор міського будинку культури «Поліські передзвони» (Кобринь, Білорусь), «Козачата»(Майкоп, Кубань, Росія) та інші.

### 2010
XIX Фестиваль української культури на Підляшші «Підляська осінь» пройшов 4-5 листопада 2010 року в Більську, Білостоці, Гайнівці, Сім'ятичах, Кліщелях, Дубровиці-Малій. Серед виконавців: «Ранок» (Більськ), хор Православного братства Люблинсько-Холмської єпархії, «Родина», «Гілочка», «Струмок», «Куранти», «Orthpower — малі тутешні», «Новина», «Вервочки», «Слов'яночки», «Вереси», «Луна», «Незабудки», хор православної парафії з Тересполя, хор Перемисько-Новосанчівської єпархії «Ірмос» (Сянок), колектив карпатської народної пісні «Відимо» (Сянок), «Вербонька» (Зоря), «Ясени» (Корець), Волинський театр ляльок (Луцьк), Державний академічний Волинський народний хор (Луцьк), Молодіжний хор музичної школи ім. Захарченка (Краснодар, Кубань, Росія). Заходив відвідав посол України у Польщі Маркіян Мальський, ректор Білостоцького університету Юрій Нікіторовіч, уповноважений Підляського воєводи у справах національних меншин Мацей Тефельський, представники місцевої влади.

### 2011
XX Фестиваль української культури на Підляшші «Підляська осінь» пройшов 3-6 листопада 2011 року в Більську, Білостоці, Гайнівці, Сім'ятичах, Дубровиці-Малій, Білій Підляській. На концертах були: «Лісова поляна» (Більськ), «Оффлайн» (Черемха), «Гойраки» (Ботки), «Гілочка» (Черемха), «Слов'яночки» (Білосток), «Orthpower — Малі тутешні» (Білосток), «Новина» (Мощона-Королівська), Хор православної парафії з Кальникова, Черкаський державний академічний заслужений український народний хор, «Ot Vinta!» (Рівне), «Толока» (Ківерці), дует Олени і Уляни Балан (Рівне), Волинський театр ляльок (Луцьк). У рамках фестивалю відбулися фотовиставка історика Юрія Гаврилюка та ярмарок народного рукоділля. Заходи відвідали депутати сейму Польщі, представники Посольства України у Варшаві та Генерального консульства України в Люблині, представники місцевої влади.

### 2012
XXI Фестиваль української культури на Підляшші «Підляська осінь» пройшов у жовтні 2012 року в Білостоці, Більську, Гайнівці, Сім'ятичах та Черемсі. У заходах взяли участь колективи з Польщі: «Ранок», «Позитив», «Гілочка», «Родина», «Сонечко», хор Братства православної молоді. Серед запрошених гуртів з України — фольклорний ансамбль «Горина» (Рівне), Хмельницький академічний обласний театр ляльок, академічний ансамбль пісні і танцю «Козаки Поділля».

### 2019
XXVIII Фестиваль української культури на Підляшші «Підляська осінь» відбувся 23-27 жовтня 2019 року в Більську, Білостоці, Гайнівці, Сім'ятичах, Орлі, Клюковичах, Нарві і Черемсі. Пройшли музичні концерти, театральні вистави, вечір українського кіно. Заходи відвідали підляські колективи: ансамбль «Ранок» (Більськ), ансамбль «Анімато» (Нарва), тріо «Добрини» (Білосток), «Гілочка» (Черемха), «Добрина» (Білосток), «Новина» (Мощона-Королівська), «Вереси» (Велиново), «Незабудки» (Нурець-Станція) та «Мельничанки» (Мельник), «Сонечко» (Більськ), «Лісова поляна» (Більськ), «Родина» (Дуб'яжин), «Восклікновіння» (Гайнівка), «Мікрон» (Білосток), ансамбль «Луна» (Парцьово), квартет «На щастя» (Дубичі Церковні), «Вервочки» (Орля), «Студії естрадної пісні ГБК» (Гайнівка). З України були: Львівський обласний театр ляльок, квартет «Січ» (Добротвір), Державна дитяча хореографічна студія українського танцю «Барвіночок» (Київ), оркестр «Українські музики» (Київ), вокальний ансамбль «Оріяна» (Бориспіль), академічний ансамбль пісні і танцю «Козаки Поділля» (Хмельницький), фольклорний ансамбль «Кралиця» (Київ), дует сестер Бабкевич, солістка Софія Шморгун (Городок).

### 2020
XXIX Фестиваль української культури «Підляська осінь» пройшов 22-25 жовтня 2020 року в Більську, Білостоці, Нарві, Гайнівці та Черемсі. Фестиваль пройшов в обмеженому форматі та без учасників з України через пандемію коронавірусу.

### 2021
XXX Фестиваль української культури «Підляська осінь» пройшов 21-24 жовтня 2021 року у Білостоці, Більську, Сім'ятичах, Гайнівці, Черемсі, Нарві та Орлі. Серед місцевих колективів були: «Ранок» (Більск), «Гілочка» (Черемха), «Родина» (Дуб'яжин). З України запрошеними були: Волинський академічний обласний театр ляльок (Луцьк). У рамках фестивалю відбувся гала-концерт XVII Конкурсу української пісні «З Підляської криниці».

### 2022
XXXI Фестиваль української культури «Підляська осінь» пройшов 20-23 жовтня 2022 року у Білостоці, Більську, Вуорлі, Нарві, Черемсі, Гайнівці і Сім'ятичах.